# New Bandon-Salmon Beach
Pour les articles homonymes, voir Bandon et Salmon.
New Bandon-Salmon Beach est un district de services locaux (DSL) situé dans le comté de Gloucester, au nord-est de la province canadienne du Nouveau-Brunswick. Comme dans la plupart des DSL de la province, la population s'identifie plus à ses différents hameaux, soit Canobie, Canobie South, Clifton, Janeville, New Bandon, Salmon Beach, Springfield Settlement et Stonehaven. Dans le cadre de la réforme de la gouvernance locale du 1er janvier 2023, le DSL a été annexé au district rural de Chaleur.

## Toponyme

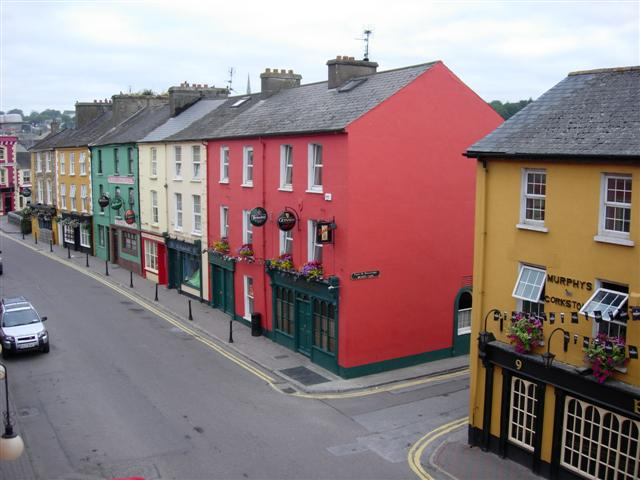
Bandon, en Irlande.

Le nom New Bandon fait vraisemblablement référence au fait que des colons originaire de Bandon, en Irlande, s'y établirent en 1819. L'origine du nom Salmon Beach n'est pas connue avec précision.

## Géographie

### Situation
Salmon Beach se trouve à 12 kilomètres de route à l'est de Bathurst.
New Bandon-Salmon Beach est généralement considérée comme faisant partie de l'Acadie.

### Géologie
Le sous-sol de New Bandon-Salmon Beach est composé principalement de roches sédimentaires du groupe de Pictou datant du Pennsylvanien (entre 300 et 311 millions d'années). De nombreux fossiles de végétaux sont visibles dans les falaises de Clifton et Stonehaven, où ils sont associés à des filons houillers.

### Hameaux et lieux-dits
Le territoire comprend les hameaux de Canobie, Canobie South, Clifton, Janeville, New Bandon, Salmon Beach, Springfield Settlement et Stonehaven.

## Histoire
Royaume de France (1692-1763)

 Royaume de Grande-Bretagne (1763-1801)

 Royaume-Uni de Grande-Bretagne et d'Irlande (1801-1867)

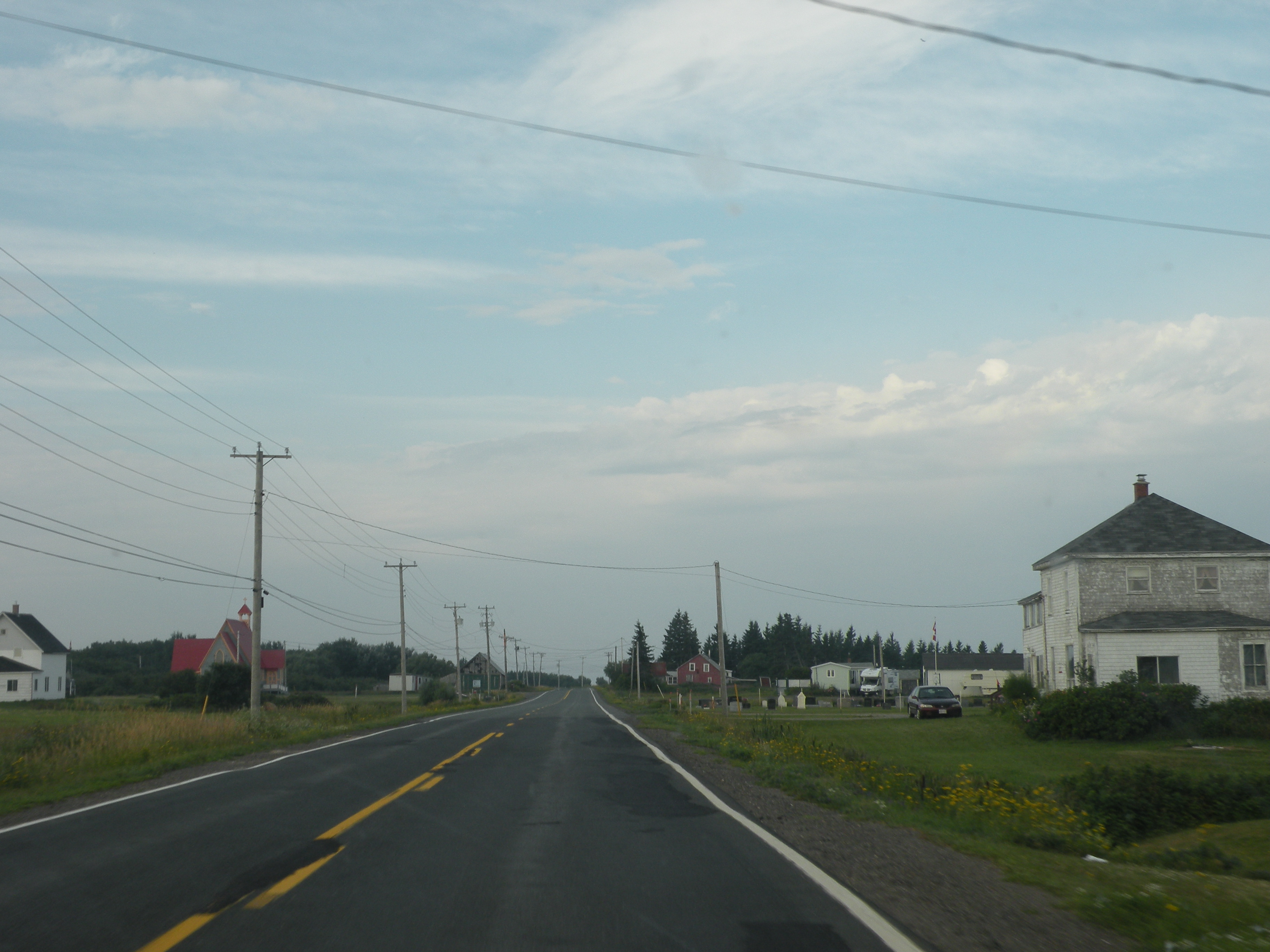
Clifton.

New Bandon-Salmon Beach est situé dans le territoire historique des Micmacs, plus précisément dans le district de Gespegeoag, qui comprend le littoral de la baie des Chaleurs.
La seigneurie de Népisiguit est concédée en 19 mars 1691 au Sieur Jean Gobin, un marchand de Québec; elle avait un territoire long de 12 lieues et profond de 10 lieues, à partir du littoral de la baie et probablement centré sur la rivière Népisiguit ce qui, selon William Francis Ganong, inclut le site de New Bandon-Salmon Beach. Gobin donne la seigneurie à Richard Denys de Fronsac. La seigneurie, par l'héritage à sa femme, tombe aux mains de Rey-Gaillard, qui la possédait en 1753. Cooney parle d'une concession à un certain Enaud, qui est vraisemblablement Philippe Hesnault, seigneur de Pokemouche et peut-être agent de Gobin.
En 1825, New Bandon-Salmon Beach est touché par les Grands feux de la Miramichi, qui dévastent entre 10 000 km2 et 20 000 km2 dans le centre et le nord-est de la province et tuent en tout plus de 280 personnes,.
New Bandon est fondé en 1819 par 70 familles protestantes de Bandon, en Irlande. Salmon Beach est fondé entre 1820 et 1830, dans les mêmes circonstances que New Bandon, par des immigrants du sud de l'Irlande. Janeville est fondé par des Irlandais de New Bandon et Salmon Beach. L'église anglicane Christ Church est construite dans les années 1880. La paroisse civile de New Bandon est érigée en 1831. Springfield est fondé en 1880 en vertu de la Free Grants Act (Loi sur les concessions grtauites).
L'école de Janeville est inaugurée en 1981.

## Économie

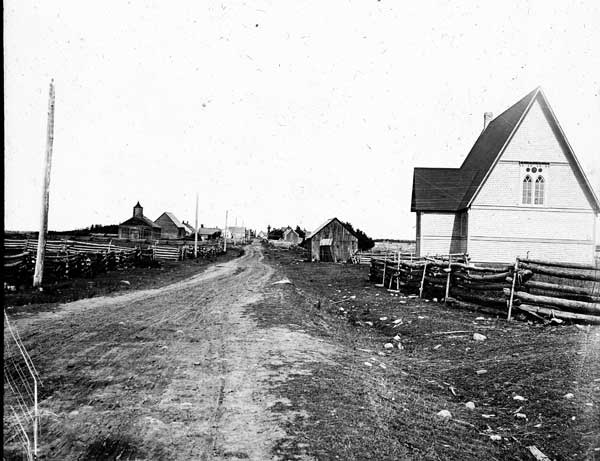
Vue de Clifton vers 1900.
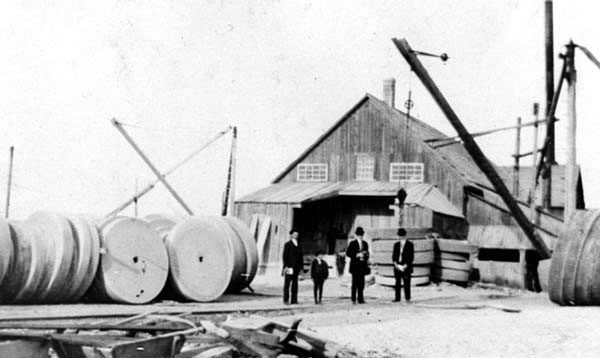
Pierres meulières prêtes à être expédiées, à Stonehaven, vers 1920.
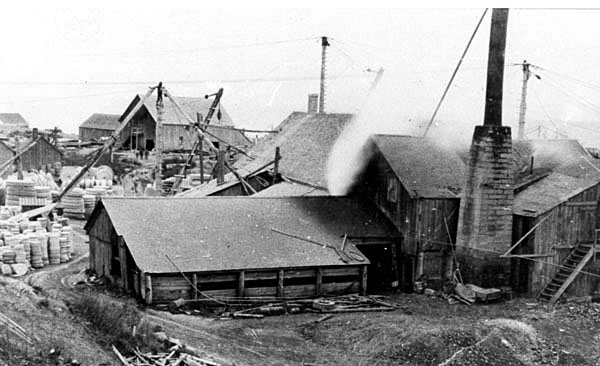
L'usine de pierres meulières Reid, à Stonehaven, vers 1920.

L'activité économique de la région est dominée par l'exploitation forestière, les mines et les télécommunications. Le plus grand nombre d'emplois est toutefois disponible dans les services publics. La pêche et l'agriculture sont aussi importante au village. L'activité économique reste toutefois concentrée à Bathurst. Au village, le développement résidentiel est au ralenti à cause de l'insécurité causée par la fermetures de mines et d'usines.
Entreprise Chaleur, un organisme basé à Bathurst faisant partie du réseau Entreprise, a la responsabilité du développement économique de la région.

## Administration

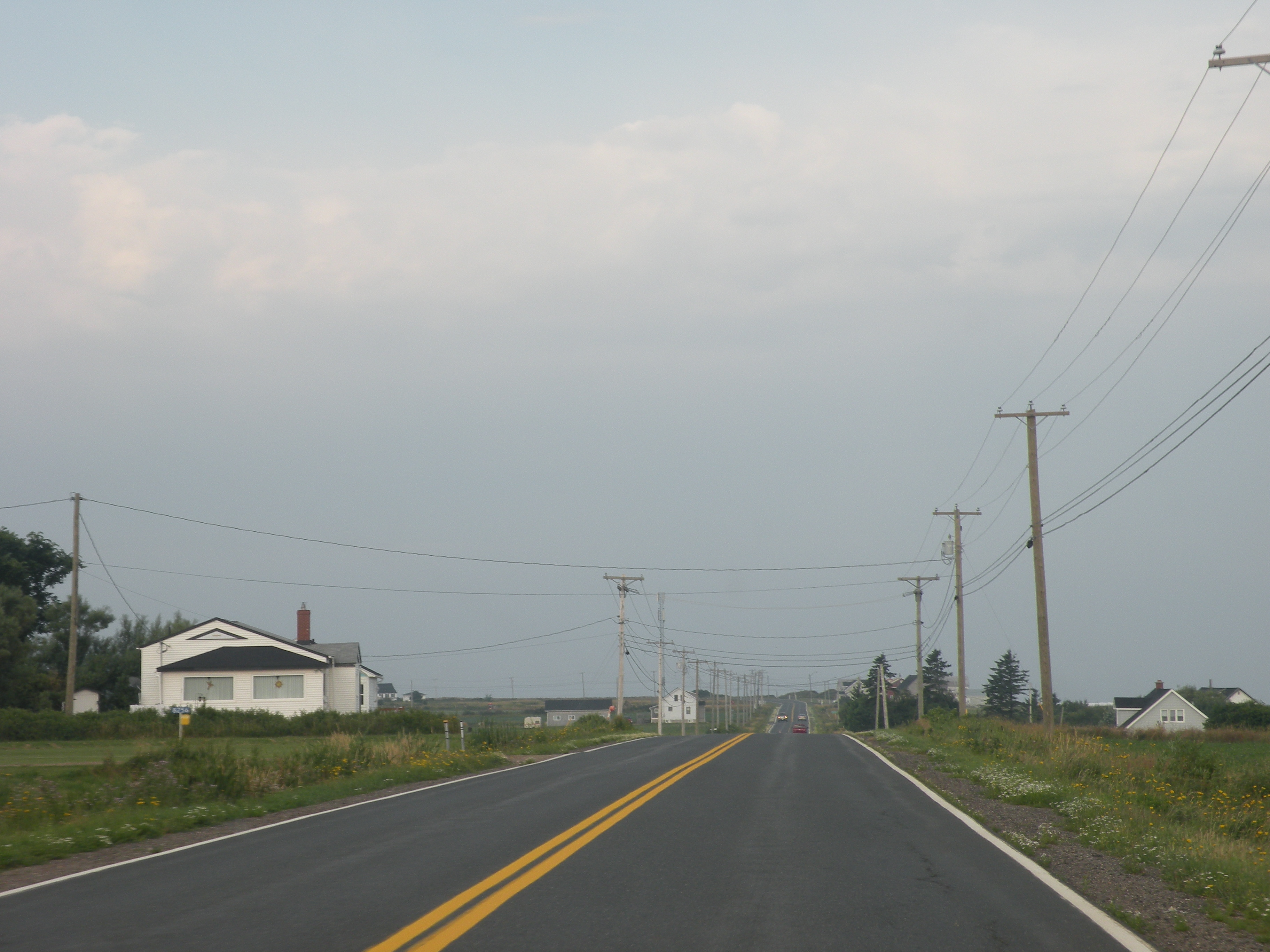
Le hameau de New Bandon.

### Comité consultatif
En tant que district de services locaux, New Bandon-Salmon Beach est administré directement par le Ministère des Gouvernements locaux du Nouveau-Brunswick, secondé par un comité consultatif élu composé de cinq membres dont un président.

### Commission de services régionaux
New Bandon-Salmon Beach fait partie de la Région 3, une commission de services régionaux (CSR) devant commencer officiellement ses activités le 1er janvier 2013. Contrairement aux municipalités, les DSL sont représentés au conseil par un nombre de représentants proportionnel à leur population et leur assiette fiscale. Ces représentants sont élus par les présidents des DSL mais sont nommés par le gouvernement s'il n'y a pas assez de présidents en fonction. Les services obligatoirement offerts par les CSR sont l'aménagement régional, l'aménagement local dans le cas des DSL, la gestion des déchets solides, la planification des mesures d'urgence ainsi que la collaboration en matière de services de police, la planification et le partage des coûts des infrastructures régionales de sport, de loisirs et de culture; d'autres services pourraient s'ajouter à cette liste.

### Représentation
Nouveau-Brunswick: New Bandon-Salmon Beach fait partie de la circonscription de Nepisiguit, qui est représentée à l'Assemblée législative du Nouveau-Brunswick par Ryan Riordon, du Parti progressiste-conservateur. Il fut élu en 2010.
 Canada: New Bandon-Salmon Beach fait partie de la circonscription fédérale d'Acadie-Bathurst. Cette circonscription est représentée à la Chambre des communes du Canada par Yvon Godin, du NPD. Il fut élu lors de l'élection de 1997 contre le député sortant Doug Young, en raison du mécontentement provoqué par une réforme du régime d’assurance-emploi.

## Vivre à New Bandon-Salmon Beach

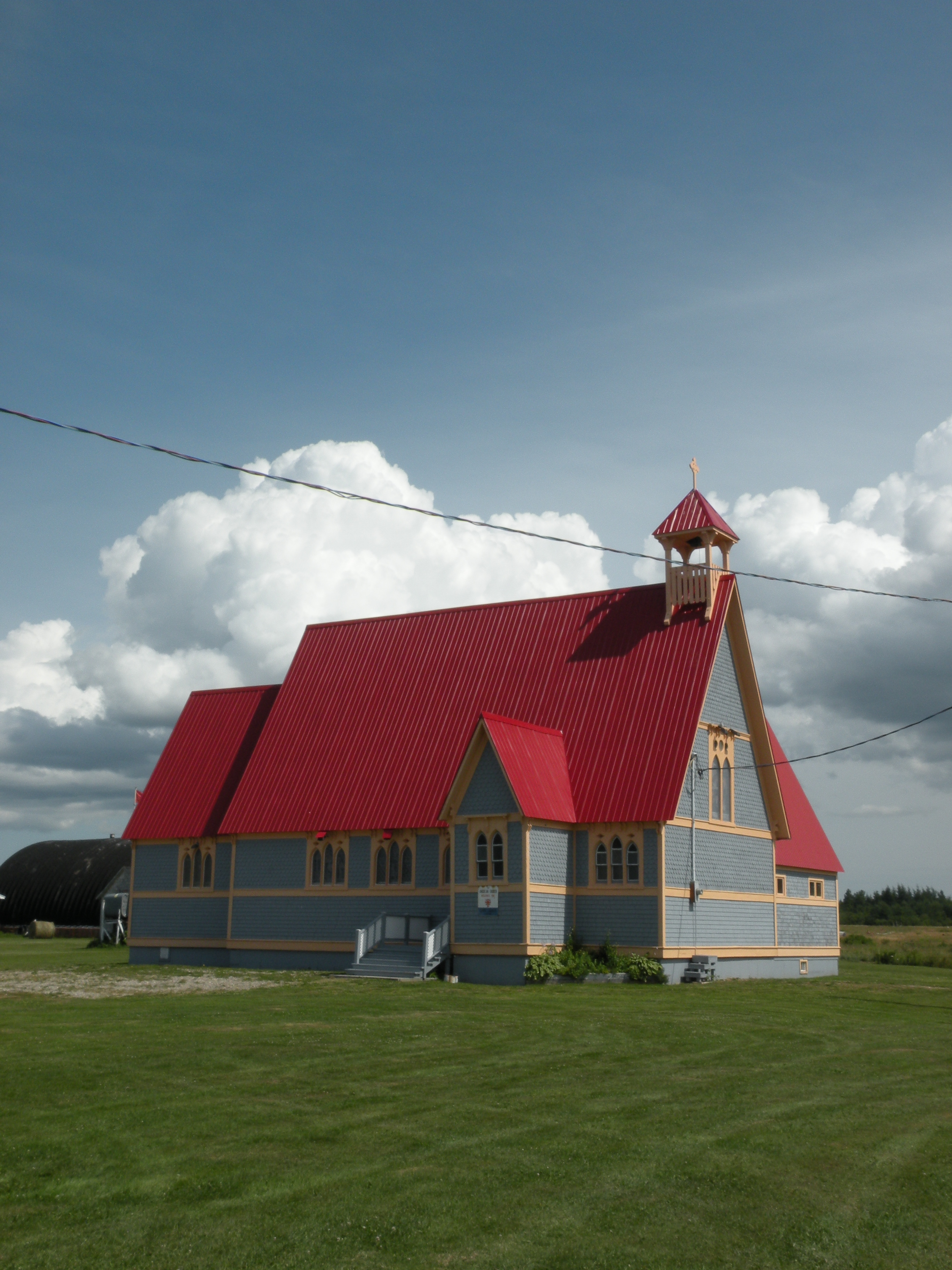
L'église anglicane Christ Church de Clifton.

### Éducation
L'école élémentaire Janeville accueille les élèves de la maternelle à la 5e année. C'est une école publique anglophone faisant partie du district scolaire #15. Les élèves doivent poursuivre leur éducation à Bathurst. Les établissements d'enseignement supérieurs anglophones les plus proches sont à Fredericton ou Miramichi.
New Bandon-Salmon Beach fait partie du sous-district 4 du district scolaire Francophone Nord-Est. Les écoles francophones les plus proches sont à Bathurst. La ville de Bathurst compte le Bathurst et Shippagan possède un campus de l'Université de Moncton.
Il y a des bibliothèques publiques à Caraquet et à Bathurst. Le bibliobus du Nord fait toutefois un arrêt à Janeville.

### Autres services publics

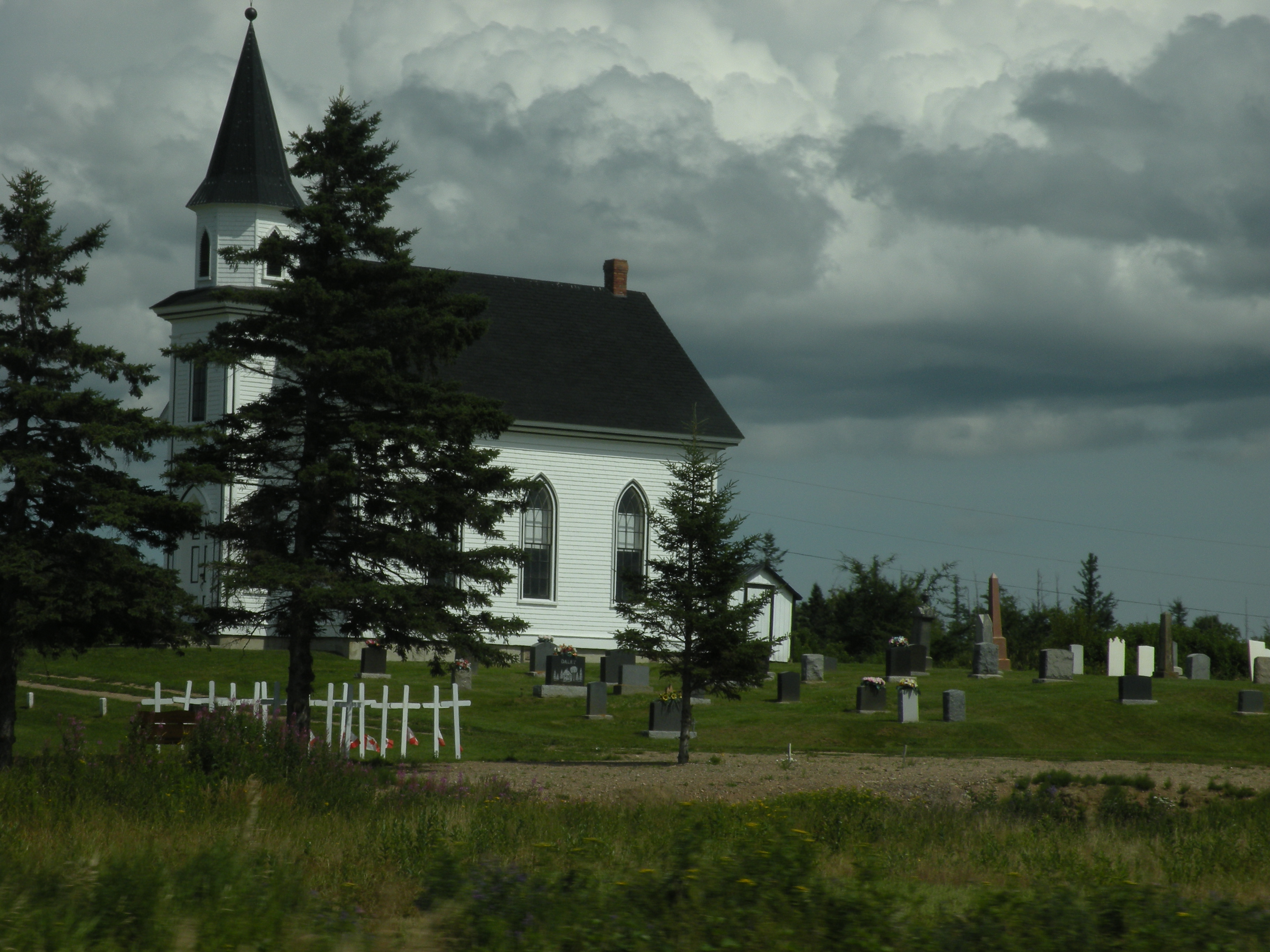
Une église de Stonehaven.

La presque totalité des commerces et des services sont situés à Bathurst. Le bureau de poste le plus proche est d'ailleurs situé à Bathurst.
L'église St. Alban's de Salmon Beach de l'église Christ Church de Clifton est une église anglicane.
New Bandon-Salmon Beach, comme plusieurs localités de la région Chaleur, partage ou achète plusieurs de ses services. Ainsi, l'aménagement du territoire est de la responsabilité de la Commission d'urbanisme de Belledune. Le service de police est assuré par le poste de la Gendarmerie royale du Canada de Bathurst. Janeville possède une caserne de pompiers mais le service de répartition des camions de pompiers est offert par Bathurst. Cette ville dispose aussi de l'hôpital régional Chaleur et d'un poste d'Ambulance Nouveau-Brunswick. La localité partage aussi le financement du Centre régional K.C. Irving. La collecte des déchets et matières recyclables est effectuée par la Commission de gestion des déchets solides de Népisiguit-Chaleur.
Les francophones bénéficient du quotidien L'Acadie nouvelle, publié à Caraquet, ainsi qu'à l'hebdomadaire L'Étoile, de Dieppe. Ils ont aussi accès à l'hebdomadaire Hebdo Chaleur, publié à Bathurst. Les anglophones bénéficient des quotidiens Telegraph-Journal, publié à Saint-Jean ainsi que de l'hebdomadaire Northern Light, de Bathurst.

## Culture

### Architecture
Le DSL compte plusieurs exemples d'habitations en suite ou habitations continues, un type de construction où la maison est reliée à toutes les dépendances, que ce soit au hangar, à l'étable ou autres et cela sans égard au style architectural. Ce type de bâtiment se retrouve surtout dans la région de Bathurst et à la Baie-Sainte-Marie en Nouvelle-Écosse.

### Gastronomie
À Springfield Settlement, les repas sont traditionnellement servis sur de fines planches de bois[réf. souhaitée].